# Зайц, Элизабет
Элизабет Зайц (нем. Elisabeth Seitz; род. 4 ноября 1993, Гейдельберг, Баден-Вюртемберг) — немецкая гимнастка. Она бронзовая медалистка мира 2018 года на брусьях, одна из немногих гимнасток в истории, которая выполняет элемент Деф, а в честь гимнастки назван один из самых трудных перелётных элементов на брусьях.
Зайц также успешно выступала в личном многоборье, где она является серебряным призером чемпионата Европы 2011 года и пятикратной чемпионкой Германии (2011—2013, 2017—2018). Она представляла Германию на Летних Олимпийских играх 2012 года в Лондоне и на Летних Олимпийских играх 2016 года в Рио-де-Жанейро, где она вывела свою команду на шестое место и заняла четвертое место в финале на брусьях.

## Карьера

### 2011

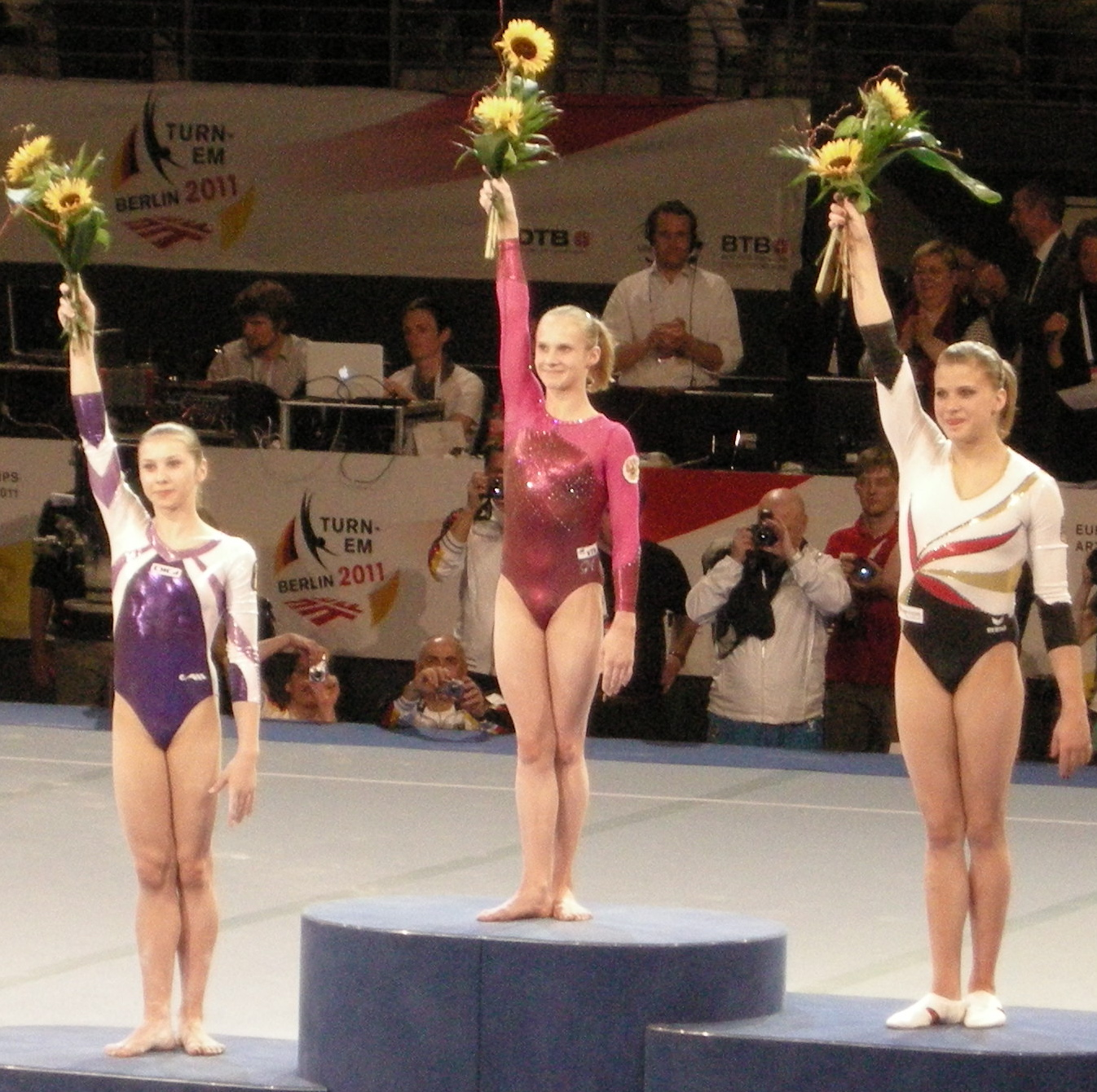
Элизабет Зейц (справа) на подиуме на чемпионате Европы 2011 года с Амелией Рацеа (слева) и Анной Дементьевой (в центре)

На чемпионате Европы 2011 года Зайтц финишировала второй в многоборье после Анны Дементьевой со результатом 56,700. Она заняла 5-е место в финале в опорном прыжке с суммой 14,187. Также стала пятой в финале на брусьях с результатом 14,175 балла.
На соревнованиях Швейцарии-Германии-Румынии в 2011 году Зайц выступала в опорном прыжке, на брусьях и бревне, заняв второе место со сборной Германии.
На чемпионате мира 2011 года Зайц приняла участие на всех четырех дисциплинах, принеся шестое место Германии в командном финале. В личном многоборье она финишировала одиннадцатой с результатом 55,823.

### 2012

#### Олимпиада 2012
Германия заняла девятое место в командном квалификационном раунде, поэтому они не вышли в финал, уступив 0,365 канадкам. Тем не менее, Зайц квалифицировалась с 12-го места в многоборье, и восьмой в финал разновысоких брусьев. В индивидуальном многоборье Зайц финишировала 10-й с результатом 57,365. В финале на брусьях она стала шестой, набрав 15,266 балла.
В декабре 2012 года она участвовала в Кубке мира в Штутгарте и заняла второе место с 55,566 баллами. Неделю спустя она соревновалась в Глазго и снова взяла серебро, на этот раз показав результат 54,799.

### 2013—2014
После олимпийского сезона она участвовала в Кубке Америки 2013 года и в чемпионате мира 2013 года, хотя она не была полностью подготовлена из-за учебы. Она продолжала соревноваться в течение сезона 2014 года. Ее шансы на чемпионат мира были поставлены под сомнение из-за травм, но она попала в команду. Тем не менее, она соревновалась только на брусьях, где она упала. Позже она соревновалась в Мемориале Артура Гандера 2014 года, выиграв там бронзу. Элизабет уступила только румынке Ларисе Йордаке и россиянке Дарье Спиридоновой. Она выиграла еще одну бронзу вместе с Фабианом Хамбюхеном на Кубке Швейцарии. Германия уступила сборным России и Украины.

### 2015
Зайц получила право участвовать в Европейских играх 2015 года, также в сборную вошли Софи Шедер и Лия Гриссер. Команда Германии завоевала серебряную медаль, уступив россиянкам. Зайц показала свой лучший результат в многоборье с результатом 55,765 на чемпионате мира по спортивной гимнастике 2015 года, в результате чего она заняла 10-е место. Сборная в командном первенства заняла 12-е место.

### 2016
Элизабет Зайц участвовала в тестовом соревновании к Олимпиаде 2016 года. Она помогла своей команде финишировать второй после сборной Бразилии. На отдельных видах она выиграла титулы на тестовых соревнованиях перед своей партнершей по команде Софи Шедер. После этого Элизабет Зайц была включена в сборную Германии на летние Олимпийские игры 2016 года вместе с Ким Буи, Табеа Альт, Полиной Шефер и Софи Шедер. На летних Олимпийских играх 2016 года немецкая команда неожиданно финишировала в восьмёрке в квалификации, обеспечив себе место в командном финале. Это произошло после того, как Италия потерпела три падения на бревне, а канадки упали на брусьях и бревне. Зайц также квалифицировалась в финалы личного многоборья и соревнования на брусьях. В командном финале Зайц соревновалась на брусьях, бревне и в вольных упражнениях, в итоге Германия финишировала на шестом месте. В финале личного многоборья она заняла 17-е место. В финале на брусьях она заняла четвёртое место после чистого исполнения заявленных элементов, но уступила 0,033 своей соотечественнице Софи Шедер, ставшей бронзовым призёром.

### 2017
Зайц участвовала на чемпионате Европы 2017 года в Клуже. Она квалифицировалась в финал на брусьях, поделив первое место с Ниной Дервел. Тем не менее, она пропустила связку в финале и смогла стать лишь бронзовым призёром, разделив медаль с Элизой Дауни.
Она выступала на чемпионате мира по спортивной гимнастике 2017 года в составе сборной Германии и стала 5-й на брусьях и 9-е место в многоборье.

### 2018
На чемпионате мира в Дохе гимнастка стала бронзовым призёром в соревновании на брусьях.

## Элементы, названные в её честь
| Снаряд | Название | Описание                                                   | Трудность | Дата принятия       |
| ------ | -------- | ---------------------------------------------------------- | --------- | ------------------- |
| Брусья | Зайц     | Перелёт Шапошниковой с поставить снять с поворотом на 360° | Е(+0,5)   | Чемпионат мира 2011 |